# Jordi Martínez Planas
Jordi Martínez Planas (Lloret de Mar, Selva, 23 d'abril de 1945) és un farmacèutic i polític català, diputat i alcalde i director general de la Generalitat.

## Trajectòria
Llicenciat en farmàcia per la Universitat de Barcelona, exerceix a Lloret de Mar des de 1969. Vocal del Col·legi de Farmacèutics de Girona de 1996 a 2004 i com a tal, Vocal del Consell de Col·legis Farmacèutics de Catalunya.
Al 2019 ven la seva farmàcia de Lloret i compra el 50% de la farmàcia del seu fill a Maçanet de la Selva.
Fou regidor de l'ajuntament de Lloret de Mar pel terç familiar de 1974 a 1976 i alcalde de Lloret de Mar de 1976 a 1979 per elecció dels Regidors del Consistori, càrrec des del qual va promoure diverses activitats culturals. Ha estat membre del Saló Firal Rodatur, conseller delegat del Patronat de Turisme de Girona del 1976 al 1983 i posteriorment vicepresident del mateix de 1987 a 1991.
Fou elegit diputat per la circumscripció de Girona a les eleccions al Parlament de Catalunya de 1980, 1984 i 1988 dins les llistes de Convergència i Unió.
De 1984 a 1987 fou també Director General de Prevenció i Extinció d'Incendis i de Salvaments de Catalunya, vocal del Consell Rector de l'Institut Cartogràficc de Catalunya i vocal del Consell de Seguretat Nuclear i Protecció Radiològica de Catalunya. De 1984 a 1986 representant de la Generalitat en el Consell de les Regions i Municipis d'Europa amb seu a Estrasburg.
També ha estat vocal de l'Acadèmia de Ciències Mèdiques de Girona i president de l'Assemblea provincial de la Creu Roja de Girona en 1983.
Posteriorment fou novament alcalde de Lloret de Mar de 1987 a 1991 i Vice-President 2n de la Diputació de Girona. El 2008 fou president de la Fundació Privada Lauretum Entorn Malaltia de l'Alzheimer a Lloret de Mar.
L'any 2008 fou president fundador de l'Agrupació de Defensa Forestal de Lloret de Mar, càrrec que encara ostenta.
Des de l'any 2004 es Conseller de la Cooperativa farmacèutica FEDERACIÓ FARMACÈUTICA, que agrupa 3000 farmacèutics de Catalunya i País Valencià. Des de l'any 2023 Vice-President de la Cooperativa.
Radioafeccionat (EA3AAU). En els anys 70's Delegat Regional de Catalunya a la Unión de Radioaficionados Españoles.
Co-fundador i primer president de l'Associació de Bombers Voluntaris de Catalunya ASBOVOCA.
Co-fundador i primer president del Club Ciclista Lloret.
Conseller de la Corporació Sanitària Selva - Maresme en representació del CATSALUT.